# Aldo Martínez
Aldo Martínez Echevarria (ur. 27 sierpnia 1968) – kubański zapaśnik w stylu wolnym. Siódmy na Igrzyskach w Barcelonie 1992 w wadze do 48 kg. Mistrz Świata z 1990 roku. Najlepszy na Igrzyskach Panamerykańskich w 1987 i 1991 roku. Pięć razy wygrywał na Mistrzostwach Panamerykańskich. Mistrz Centralnej Ameryki i Igrzysk Ameryki Środkowej i Karaibów w 1990 roku. Drugi w Pucharze Świata w 1988 i 1991; trzeci w 1989 i 1996 roku.